# Hyōgo Performing Arts Center Orchestra

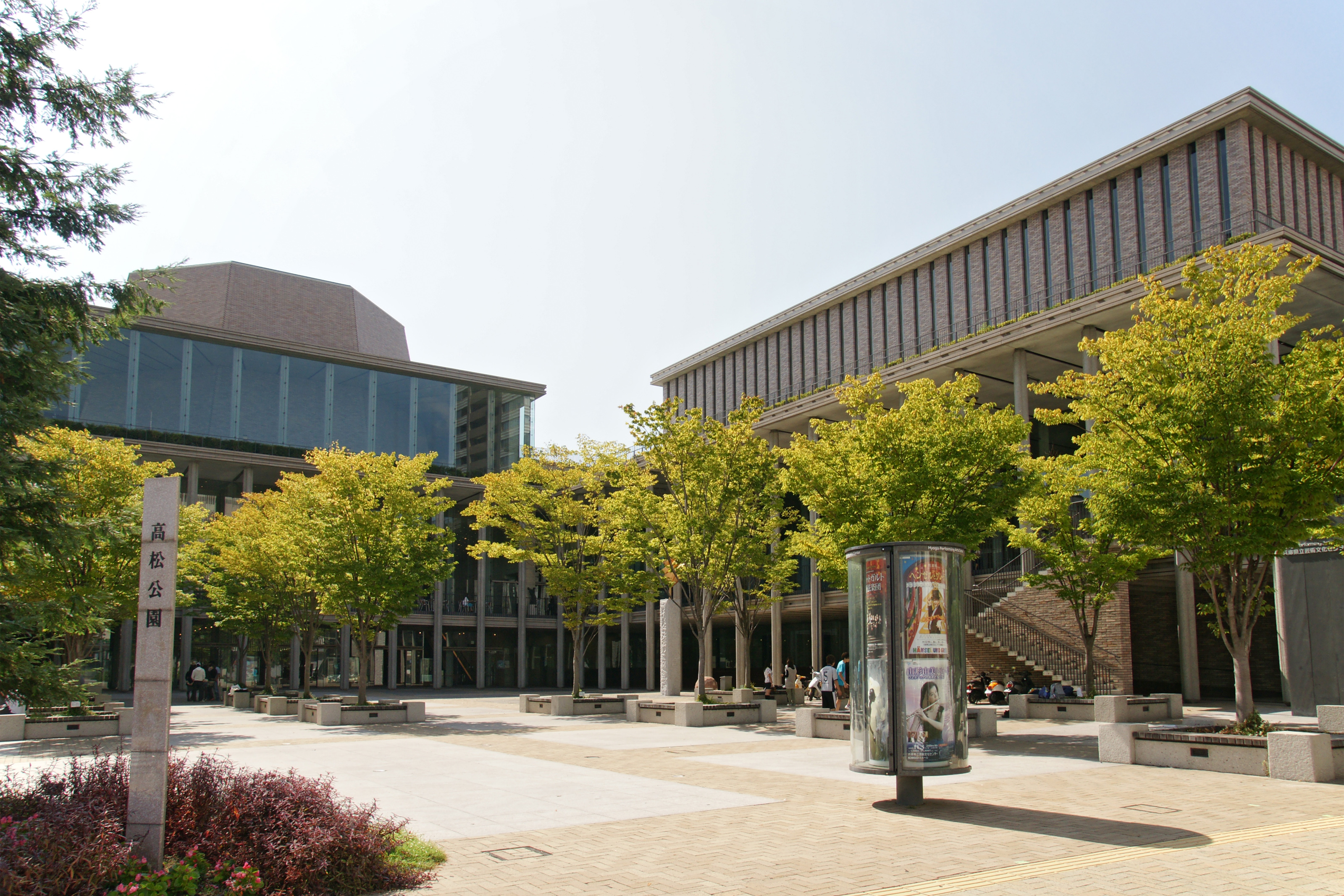
Das „Kunst- und Kulturzentrum Hyōgo“, Hauptsitz des gleichnamigen Sinfonieorchesters

Das Hyōgo Performing Arts Center Orchestra (japanisch 兵庫芸術文化センター管弦楽団, Hyōgo Geijutsu Bunka Sentā Kōkyō Gakudan, etwa Sinfonieorchester des Kunst- und Kulturzentrums Hyōgo; kurz: PAC Orchestra, auch: HPAC) ist ein professionelles japanisches Sinfonieorchester mit Hauptsitz in Nishinomiya, Präfektur Hyōgo. Es wurde 2005 gegründet und ist reguläres Mitglied der japanischen Orchester-Vereinigung.
Das Orchester steht unter der Verwaltung des Kulturzentrums und ist als solches fester und exklusiver Bestandteil der Einrichtung. Es führt Opern und Ballette auf. Es setzt sich einerseits aus 48 internationalen jungen Musikern unter 35 Jahren (sog. Co-Mitglieder) und aus ortsansässigen (resident player) oder auch assoziierten Musikern zusammen. Die jungen Co-Mitglieder verbleiben in der Regel längstens drei Jahre im Orchester, um im Sinne einer Orchester-Akademie ihre Fähigkeiten zu schulen. Dirigent ist gegenwärtig Yutaka Sado. Das Eröffnungskonzert 2005 war innerhalb eines Tages ausverkauft und wurde um zwei zusätzliche Aufführungen ergänzt. Anfang 2006 gab das Orchester insgesamt acht Aufführungen der Madama Butterfly. Seit seiner Gründung nimmt das Orchester an der Veranstaltung „Suntory Presents Beethoven’s 9th with a Cast of 10000“ (サントリー1万人の第九, Santorī ichimannin no daiku), die alljährlich am ersten Sonntag im Dezember in der Arena und Mehrzweckhalle der Burg Ōsaka stattfindet, teil.